# Copocrossa bimaculata
Copocrossa bimaculata là một loài nhện trong họ Salticidae.
Loài này thuộc chi Copocrossa. Copocrossa bimaculata được Elizabeth Maria Gifford Peckham & George William Peckham miêu tả năm 1903.